# Catocala okurai
Catocala okurai är en fjärilsart som beskrevs av Shigero Sugi 1965. Catocala okurai ingår i släktet Catocala och familjen nattflyn. Inga underarter finns listade i Catalogue of Life.